# Rolf Grimm (Architekt)

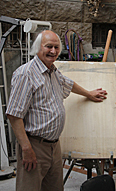
Rolf Grimm, 2013

Rolf Grimm (* 4. Februar 1937 in Hannover) ist ein deutscher Architekt und ehemaliger Professor im Fachbereich Architektur der FH Hannover, der durch seine kunstgeschichtliche Arbeit zum Bildhauer, Maler und Dichter Gustav Eberlein bekannt wurde.

## Leben
Im Anschluss an das Abitur am Friedrichsgymnasium in Kassel studierte Grimm Architektur an der TH Hannover sowie an der ETH Zürich. Nach anfänglicher Tätigkeit beim Regierungspräsident Hannover übernahm er 1972 das Dezernat Landesplanung beim Regierungspräsident Hildesheim. 1974 wechselte er an die Fachhochschule Hannover am Standort Nienburg/Weser, wo er als Professor in den Bereichen Städtebau, Landesplanung und Baugeschichte wirkte. Seit 1980 hat er sich der Erforschung, Wiederbelebung und Bewahrung des Werkes des Künstlers Gustav Eberlein (1847–1926) gewidmet. 1982 gründete er zu diesem Zweck gemeinsam mit Günther Kaerger den Verein Gustav-Eberlein-Forschung e. V. 1983 veröffentlichte er das erste Werkverzeichnis von Eberlein. Für seine kunstgeschichtliche Arbeit wurde Grimm 2015 mit dem Bundesverdienstkreuz ausgezeichnet. Im August 2020 wurde ihm im Städtischen Museum die Ehrenurkunde der Stadt Hann. Münden verliehen. Er lebt in Hemmingen bei Hannover und Spiekershausen, dem Geburtsort von Gustav Eberlein. Der dortige Festplatz trägt seit August 2016 den Namen „Prof.-Rolf-Grimm-Platz“.